# Капский многоножкоед

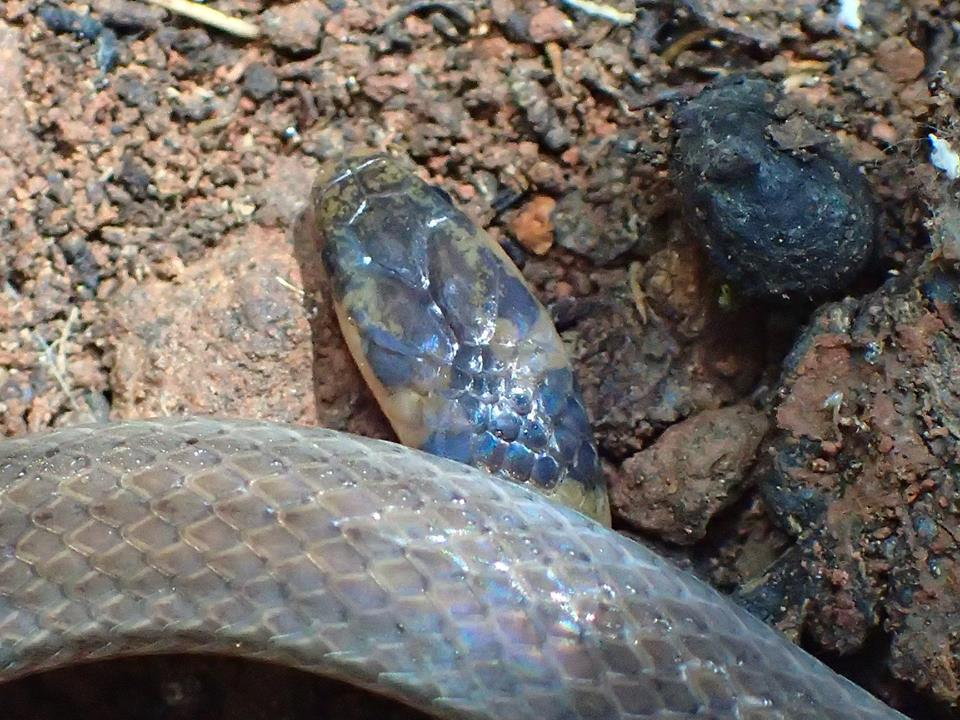

Капский многоножкоед (лат. Aparallactus capensis) — вид змей из семейства Atractaspididae, обитающий в Африке.

## Описание
Общая длина достигает 30—33,5 см. Голова небольшая с маленькими глазами. Туловище цилиндрическое с гладкой чешуёй. Между головой и туловищем нет резкого перехода. Хвост умеренный — до 7 см. Окраска колеблется от желтоватого, красновато-коричневого до серого цвета, но кончик головы и шея темнее — бывают тёмно-коричневыми или даже чёрными.

## Образ жизни
Населяет луга, кустарники и предгорья. Активна ночью, питается многоножками.

## Размножение
Это яйцекладущая змея. Самка откладывает от 2 до 4 яиц.

## Распространение
Обитает в юго-восточной Африке: Южно-Африканская Республика, Свазиленд, Ангола, Намибия, Ботсвана, Зимбабве, Мозамбик, Малави, Демократическая Республика Конго, Замбия, Танзания.

## Подвиды
- Aparallactus capensis bocagei Boulenger, 1895
- Aparallactus capensis capensis Smith, 1849
- Aparallactus capensis luebberti Sternfeld, 1910
- Aparallactus capensis punctatolineatus Boulenger, 1895[2]